# Flandes (Colombia)
Flandes es un municipio colombiano cuna de la aviación en Colombia, ubicado en el departamento de Tolima. Se encuentra localizado en el centro del país en la cuenca alta del río Magdalena, en las desembocaduras del río Bogotá, río Sumapaz y el río Coello. El cual se encuentra conurbado con la ciudad de Girardot y el municipio de Ricaurte (Cundinamarca).

## Historia

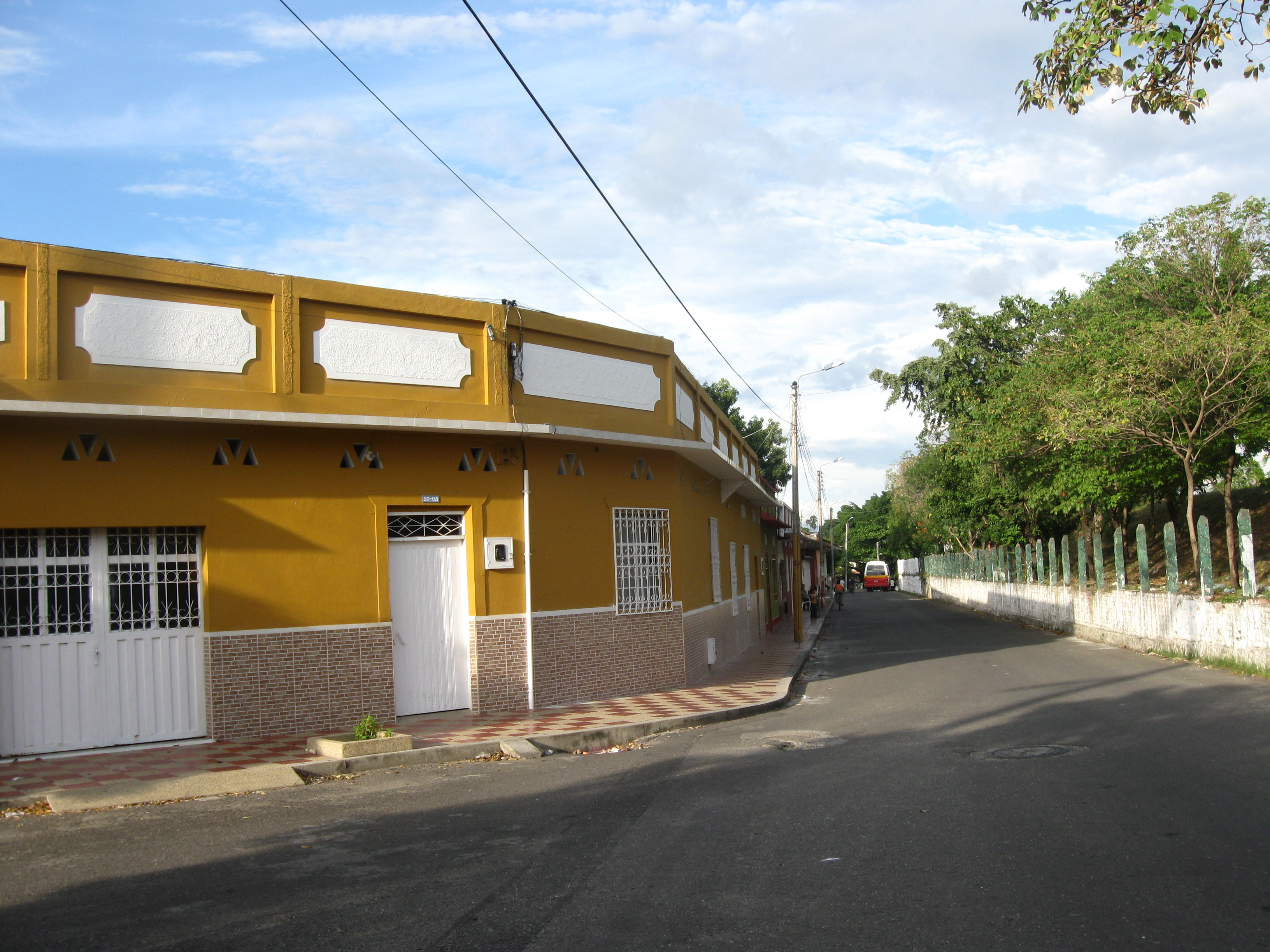
Típica calle en el municipio de Flandes, con sus casas de la década de 1940.

La historia del municipio de Flandes está atada directamente a la historia de la ciudad de Girardot, en tiempos precolombinos estuvo habitada por las tribus indígenas de los panches. A través del crecimiento paulatino de la ciudad de Girardot en el lugar denominado como "Paso de Flandes" en el Río Magdalena, del lado sur del río hacía 1906 se desarrolla el asentamiento corregimiento de Flandes en jurisdicción del municipio de El Espinal. Flandes se vio beneficiado con el auge del puerto de Girardot, hasta consolidarse como municipio a través de ordenanza Número 1 de 1949.
Además del beneficio obtenido por consolidarse junto a Girardot como puerto agroindustrial del país, y luego con la construcción de la estación de carga y pasajeros de la vía férrea con la conexión entre el ferrocarril Girardot - Facatativá y el ferrocarril del pacífico. 
El municipio de Flandes estuvo presente en el inicio de la aviación en Colombia con el primer vuelo en el país por la aerolínea fundada por alemanes SCADTA desde Barranquilla hasta la ciudad sobre el río Magdalena vuelo que se hizo en un hidroavión, más tarde se construyó el aeropuerto Santiago Vila en Flandes servía como puente en la conexión de la ciudad y el país. 
La tendencia turística de la ciudad aparece con la caída de las comunicaciones por vías férreas en el país la ciudad debido a la posición estratégica de la región ideal para convertirse en el lugar de veraneo y recreación de Bogotá.

## División político-administrativa

Mapa veredal

Además de su Cabecera municipal, Flandes tiene bajo su jurisdicción cuatro centros poblados:
- El Colegio
- Paradero I
- Camala
- Topacio

### Veredas
Se divide en siete veredas: Puerta Blanca - Camala, Camala, El Topacio, Paradero Uno, Paradero Dos, El Colegio y El Paraíso.

## Economía
La principal actividad económica al igual que Girardot es el turismo, con gran parte de la infraestructura hotelera, gastronómica y recreación.
Sin embargo existe la actividad agroindustrial y pecuario destacándose la producción de oleaginosos (maíz, ajonjolí, sorgo), arroz, algodón, frutas tropicales (mango, limón, guayaba, mamoncillo, marañón, guanábana, entre otros), cárnicos de diferentes especies.
El comercio es una actividad de carácter local, aún se logra encontrar artesanías y productos típicos tradicionales de la región, fábricas representativas de productos propios que se comercializan regionalmente (achiras, manjar blanco, dulce de guayaba, colaciones). Además es un atractivo turístico debido a su escuela de paracaidismo, aprovechando su gran pista de aterrizaje en el aeropuerto Santiago Vila.

## Lugares de interés
- Río Magdalena: el principal atractivo natural e histórico de Girardot, en el que se pueden realizar actividades como navegación de contemplación, pesca artesanal y balneario.
- Actividades aeronáuticas: En el aeropuerto Santiago Villa además de tener un gran valor patrimonial, se desarrollan actividades como parapente, cometas, vuelos dirigidos y recorridos aéreos por la región.
- Islas del Sol: a pesar de estar en jurisdicción del municipio de Ricaurte, hacia el sur del Río Magdalena se encuentran unas islas en piedra, en un paisaje natural.
- inicio de fiestas : El cumpleaños del municipio se celebra el 5 de enero, dando apertura a sus populares fiestas, en el marco del Reinado Departamental del Alto Magdalena.
- Infraestrcutura turística: Flandes en menor medida que Girardot y Ricaurte cuenta con lugares de alojamiento y especialmente condominios vacacionales; lo más sobresaliente de Flandes son los restaurantes de comida típica.
- El símbolo de la identidad Cultural de Flandes: Es la representación de un pescador de la región. La escultura fue desarrollada por Sofía Sánchez y determinada mediante decreto como representación oficial cultural de la región, haciendo mención al tan reconocido viudo de pescado.[5]

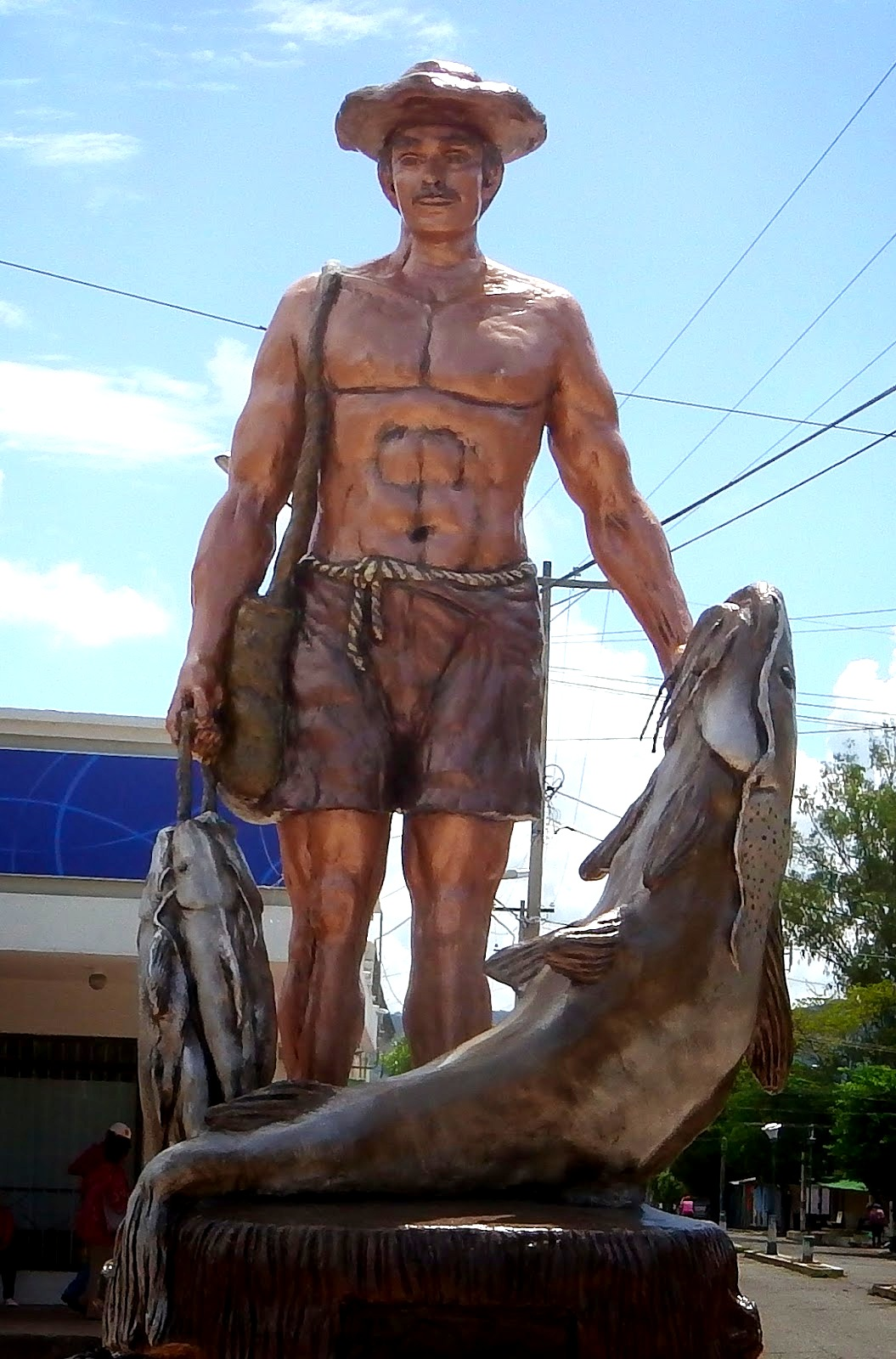
Escultura desarrollada por la maestra Sofía Sánchez el cual fue determinado por la alcaldía local bajo el decreto n.º 039 del 2 de enero de 2015, que el monumento al pescador sería el símbolo local y patrimonio cultural de la población.

También hoy en día se desarrollan diversos proyectos inmobiliarios los cuales han fomentado el crecimiento cultural y poblacional de este municipio haciendo un lugar ideal para vacacionar o vivir.

## Límites Municipales
| Noroeste: Girardot ( Cundinamarca) (Río Magdalena) | Norte: Girardot ( Cundinamarca) (Río Magdalena) | Nordeste: Ricaurte ( Cundinamarca) (Río Magdalena) |
| Oeste: Coello (Río Coello)                         |                                                 | Este: Suárez (Río Magdalena)                       |
| Suroeste: Coello (Río Coello)                      | Sur: El Espinal                                 | Sureste: Suárez (Río Magdalena)                    |

## Servicios públicos
- Energía Eléctrica: Celsia, es la empresa prestadora del servicio de energía eléctrica.
- Gas Natural: Alcanos de Colombia es la empresa distribuidora y comercializadora de gas natural en el municipio.